# المعتصم‌بالله المصراتی
المصراتی (عربی: المعتصم بالله علي محمد المصراتي؛ زادهٔ ۶ آوریل ۱۹۹۶) بازیکن فوتبال اهل لیبی است.
وی همچنین در تیم ملی فوتبال لیبی بازی کرده‌است.

## دوران ملی
المصراتی اولین بار برای بازی در قهرمانی ملت‌های آفریقا ۲۰۱۴ که در آفریقای جنوبی برگزار می‌شد، به تیم ملی فوتبال لیبی دعوت شد، و در همه بازی‌ها به جز یک بازی، برد در ضربات پنالتی در مقابل تیم ملی فوتبال غنا، شرکت داشت.

## افتخارات
«براگا»
- جام حذفی فوتبال پرتغال: ۲۰۲۰–۲۰۲۱[۴]

«لیبی»
- قهرمانی ملت‌های آفریقا: ۲۰۱۴[۳]